# 3428 Roberts
A 3428 Roberts (ideiglenes jelöléssel 1952 JH) a Naprendszer kisbolygóövében található aszteroida. Indianai Egyetem fedezte fel 1952. május 1-jén.